# Ściony
Ściony est un village de Pologne, situé dans la gmina de Brańsk, dans le Powiat de Bielsk Podlaski, dans la voïvodie de Podlachie.

## Source
- (en) Cet article est partiellement ou en totalité issu de l’article de Wikipédia en anglais intitulé « Ściony » (voir la liste des auteurs).

1. ↑  (pl) « Gmina Brańsk (podlaskie) » mapy, nieruchomości, GUS, szkoły, regon, kody pocztowe, wynagrodzenie, bezrobocie, zarobki, edukacja, tabele, demografia, przedszkola, statystyki, urzędy », sur Polska w liczbach (consulté le 22 juillet 2025)